# Sergio Berti
Sergio Angel Berti Pizzani (Villa Constitución, 17 febbraio 1969) è un ex calciatore argentino, di ruolo centrocampista.
Era noto anche con il soprannome La Bruja ("la strega").

## Carriera
Iniziò la carriera nel 1988 con il Club Atlético Boca Juniors. Nel 1990 si trasferì agli eterni rivali del Club Atlético River Plate. Con il River Berti visse l'epoca d'oro degli anni 90 vincendo otto titoli, sei campionati nazionali, la Coppa Libertadores del 1996 e la Supercoppa Sudamericana del 1997. Nel 1999 il Club de Fútbol América rilevò il cartellino di Berti.
Nella Coppa Libertadores 2000, quando l'América giocò sul campo del suo precedente club Boca Juniors nel primo confronto delle semifinali, qualche minuto prima del fischio d'inizio Berti disertò il campo dichiarando di temere per l'incolumità sua e dei familiari in conseguenza delle minacce gridate dalla Barra brava, gli ultras el Boca Juniors. L'América perse l'incontro 4 a 1, e Sergio Berti non giocò più con quella squadra. Nel 2001 Berti ritornò in Argentina e accettò un ingaggio dal neo promosso Club Atlético Huracán. L'anno successivo ebbe una breve parentesi con il Barcelona Sporting Club.
La sua carriera terminò bruscamente nel 2002 a margine del Campionato scozzese di calcio, dopo che ebbe sputato sul compagno di squadra Richard Brittain durante un'amichevole pre-campionato.

## Statistiche

### Cronologia presenze e reti in nazionale
| Cronologia completa delle presenze e delle reti in nazionale ― Argentina | Cronologia completa delle presenze e delle reti in nazionale ― Argentina | Cronologia completa delle presenze e delle reti in nazionale ― Argentina | Cronologia completa delle presenze e delle reti in nazionale ― Argentina | Cronologia completa delle presenze e delle reti in nazionale ― Argentina | Cronologia completa delle presenze e delle reti in nazionale ― Argentina | Cronologia completa delle presenze e delle reti in nazionale ― Argentina | Cronologia completa delle presenze e delle reti in nazionale ― Argentina |
| Data                                                                     | Città                                                                    | In casa                                                                  | Risultato                                                                | Ospiti                                                                   | Competizione                                                             | Reti                                                                     | Note                                                                     |
| ------------------------------------------------------------------------ | ------------------------------------------------------------------------ | ------------------------------------------------------------------------ | ------------------------------------------------------------------------ | ------------------------------------------------------------------------ | ------------------------------------------------------------------------ | ------------------------------------------------------------------------ | ------------------------------------------------------------------------ |
| 13-3-1991                                                                | Buenos Aires                                                             | Argentina                                                                | 0 – 0                                                                    | Messico                                                                  | Amichevole                                                               | -                                                                        | 65’                                                                      |
| 19-5-1991                                                                | Palo Alto                                                                | Stati Uniti                                                              | 0 – 1                                                                    | Argentina                                                                | Amichevole                                                               | -                                                                        |                                                                          |
| 23-5-1991                                                                | Manchester                                                               | Argentina                                                                | 1 – 1                                                                    | Unione Sovietica                                                         | Amichevole                                                               | -                                                                        | 70’                                                                      |
| 13-5-1995                                                                | Johannesburg                                                             | Sudafrica                                                                | 1 – 1                                                                    | Argentina                                                                | Amichevole                                                               | -                                                                        |                                                                          |
| 31-5-1995                                                                | Córdoba                                                                  | Argentina                                                                | 1 – 0                                                                    | Perù                                                                     | Amichevole                                                               | -                                                                        | 74’                                                                      |
| 14-6-1995                                                                | Rosario                                                                  | Argentina                                                                | 2 – 1                                                                    | Paraguay                                                                 | Amichevole                                                               | 1                                                                        |                                                                          |
| 22-6-1995                                                                | Mendoza                                                                  | Argentina                                                                | 6 – 0                                                                    | Slovacchia                                                               | Amichevole                                                               | -                                                                        | 46’ 71’                                                                  |
| 30-6-1995                                                                | Quilmes                                                                  | Argentina                                                                | 2 – 0                                                                    | Australia                                                                | Amichevole                                                               | -                                                                        |                                                                          |
| 8-11-1995                                                                | Buenos Aires                                                             | Argentina                                                                | 0 – 1                                                                    | Brasile                                                                  | Amichevole                                                               | -                                                                        | 46’                                                                      |
| 30-4-1997                                                                | Buenos Aires                                                             | Argentina                                                                | 2 – 1                                                                    | Ecuador                                                                  | Qual. Mondiali 1998                                                      | -                                                                        | 76’                                                                      |
| 8-6-1997                                                                 | Buenos Aires                                                             | Argentina                                                                | 2 – 0                                                                    | Perù                                                                     | Qual. Mondiali 1998                                                      | -                                                                        | 69’                                                                      |
| 14-6-1997                                                                | Cochabamba                                                               | Argentina                                                                | 2 – 0                                                                    | Cile                                                                     | Coppa America 1997 - 1º turno                                            | 1                                                                        | 68’                                                                      |
| 17-6-1997                                                                | Cochabamba                                                               | Paraguay                                                                 | 1 – 1                                                                    | Argentina                                                                | Coppa America 1997 - 1º turno                                            | -                                                                        | 78’                                                                      |
| 21-6-1997                                                                | Sucre                                                                    | Perù                                                                     | 1 – 0                                                                    | Argentina                                                                | Coppa America 1997 - Quarti di finale                                    | -                                                                        | 46’                                                                      |
| 6-7-1997                                                                 | Asunción                                                                 | Paraguay                                                                 | 1 – 2                                                                    | Argentina                                                                | Qual. Mondiali 1998                                                      | -                                                                        | 78’                                                                      |
| 20-7-1997                                                                | Buenos Aires                                                             | Argentina                                                                | 2 – 0                                                                    | Venezuela                                                                | Qual. Mondiali 1998                                                      | -                                                                        | 76’                                                                      |
| 10-9-1997                                                                | Santiago del Cile                                                        | Cile                                                                     | 1 – 2                                                                    | Argentina                                                                | Qual. Mondiali 1998                                                      | -                                                                        | 71’                                                                      |
| 12-10-1997                                                               | Buenos Aires                                                             | Argentina                                                                | 0 – 0                                                                    | Uruguay                                                                  | Qual. Mondiali 1998                                                      | -                                                                        | 64’                                                                      |
| 10-3-1998                                                                | Buenos Aires                                                             | Argentina                                                                | 2 – 0                                                                    | Bulgaria                                                                 | Amichevole                                                               | -                                                                        | 46’                                                                      |
| 15-4-1998                                                                | Gerusalemme                                                              | Israele                                                                  | 2 – 1                                                                    | Argentina                                                                | Amichevole                                                               | -                                                                        | 66’                                                                      |
| 22-4-1998                                                                | Dublino                                                                  | Irlanda                                                                  | 0 – 2                                                                    | Argentina                                                                | Amichevole                                                               | -                                                                        | 63’                                                                      |
| 26-6-1998                                                                | Bordeaux                                                                 | Argentina                                                                | 1 – 0                                                                    | Croazia                                                                  | Mondiali 1998 - 1º turno                                                 | -                                                                        | 81’                                                                      |
| 30-6-1998                                                                | Saint-Étienne                                                            | Argentina                                                                | 2 – 2 dts (4 - 3 dtr)                                                    | Inghilterra                                                              | Mondiali 1998 - Ottavi di finale                                         | -                                                                        | 91’                                                                      |
| Totale                                                                   |                                                                          | Presenze                                                                 | 23                                                                       |                                                                          | Reti                                                                     | 2                                                                        |                                                                          |

## Palmarès

### Club

#### Competizioni nazionali
- Campionato argentino: 6

River Plate: Apertura 1991, Apertura 1993, Apertura 1994, Apertura 1996, Clausura 1996, Apertura 1997

#### Competizioni internazionali
- Supercoppa Sudamericana: 2

Boca Juniors: 1989
River Plate: 1997
- Coppa Libertadores: 1

River Plate: 1996
- Recopa Sudamericana: 1

Boca Juniors: 1990
- Coppa delle Coppe: 1

Parma: 1992-1993